# Филатов, Иван Лазаревич
Иван Лазаревич Филатов (1873–1956) — советский цирковой артист, дрессировщик, укротитель львов, основатель одной из старейших и прославленных российских цирковых династий — династии Филатовых.

## Биография
Родился в 1873 году в Саратове. 

Памятная доска в Ростове-на-Дону

Содержал балаганы и передвижные цирки, выступавшие по всему Советскому Союзу. Является основателем системы зооцирков СССР.
С 1952 года и до конца жизни жил в Ростове-на-Дону, работал в городском цирке.
Умер в 1956 году в Ростове-на-Дону. Был похоронен на Братском кладбище города. 
На здании Ростовского цирка ему установлена памятная доска.

### Семья
В 1894 году Иван Лазаревич Филатов женился на Таисии Яковлевне Егоровой, вместе они прожили 49 лет. У них в семье родилось 13 детей. Все они были связаны с цирком. Тринадцатым ребенком в семье, продолжившим дело отца, был Валентин Филатов, Народный артист СССР.